# The Question Pre-Sale Exclusive
The Question Pre-Sale Exclusive — мини-альбом американской пост-хардкор-группы Emery, выпущен ограниченным тиражом 2 августа 2005 года вместе со вторым альбомом группы, The Question. Диск содержит акустические версии песен с первых двух альбомов группы и один невыпущенный ранее трек, «Anne Marie».

## Список композиций
1. «Ponytail Parade» (acoustic) (4:21)
2. «Left With Alibis and Lying Eyes» (acoustic) (3:20)
3. «As Your Voice Fades» (acoustic) (3:50)
4. «Listening to Freddie Mercury» (acoustic) (2:53)
5. «Anne Marie» (5:13)